# La Torre (Bescanó)
La Torre és una masia del municipi de Bescanó (Gironès) declarada bé cultural d'interès nacional.

## Descripció

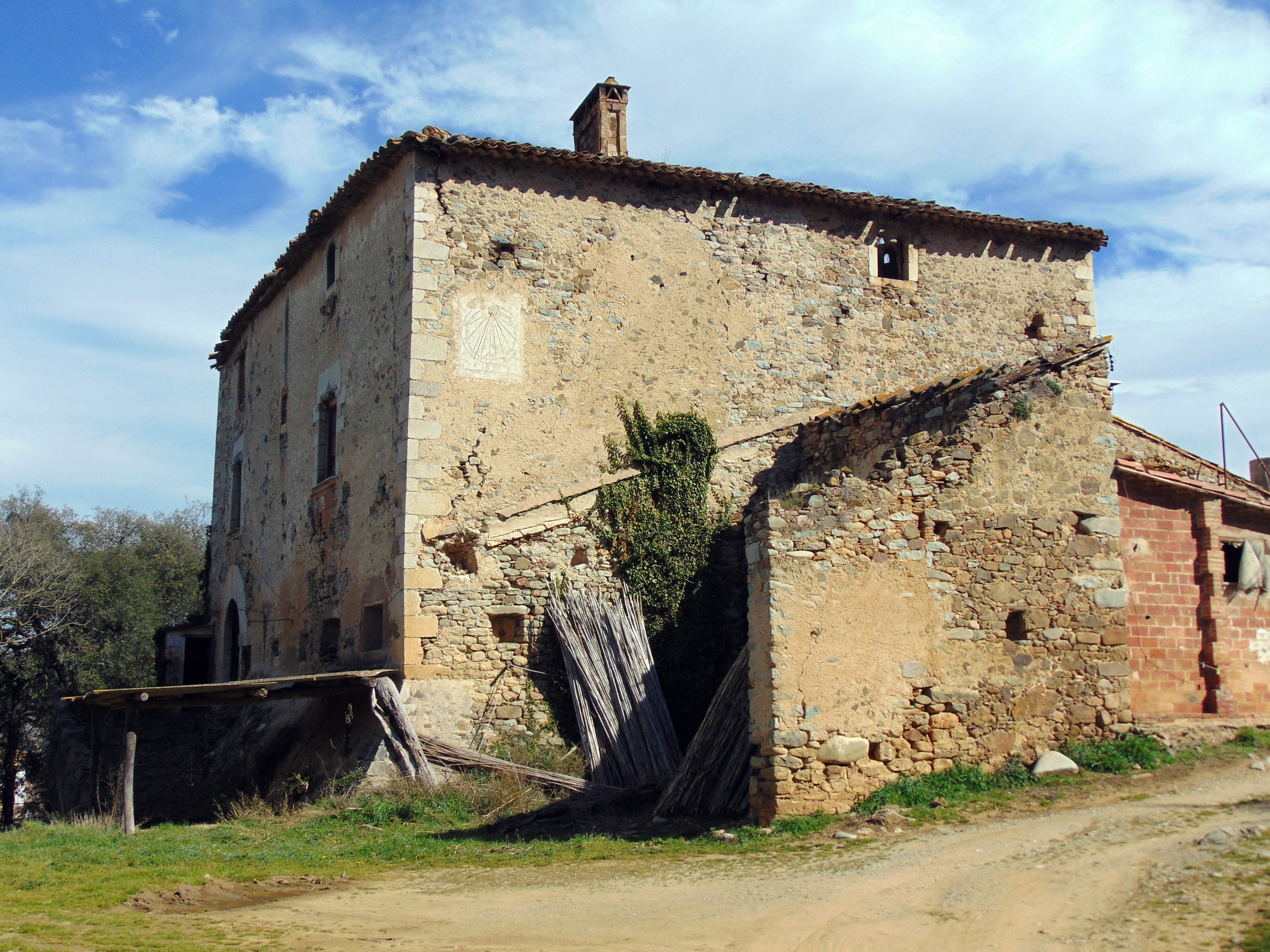

El cos principal és de planta quadrada amb pati central, atalussada amb teulada a quatre vents. Adossat, té un estatge més petit, també quadrat que podia haver estat una torre que donà nom a la casa. La façana del migdia hi ha una finestra geminada sense mainell. A les façanes laterals hi ha dues finestres a cada costat ben conservades. Es tracta d'arcs conopials rebaixats i amb cresteria, sostingut per impostes de decoració geomètrica.
El portal principal, situat al lateral del mur oest, és d'arc de mig punt i adovellat. Tot al voltant de la seva estructura conserva troneres. L'edifici mostra diferents fases constructives i volums sobreposats. Conserva elements de caràcter defensiu, en concret a la planta baixa, amb un parament perimetral atalussat i la presència de vint troneres. Es conserven restes del pou de gel a la vorera del camí del mas. Aquestes són amb el frontal de mur paredat i obertura rectangular. Tot s'amaga sota la vegetació.